# Las plagas de Breslavia
Las plagas de Breslavia (en polaco: Plagi Breslau) es una película de suspenso policial polaca de 2018 dirigida por Patryk Vega. Se estrenó el 24 de noviembre de 2018.
El título original corresponde al antiguo nombre de Breslavia, en polaco Wrocław que desde 1741 hasta 1945 fue conocida como "Breslau". La película y el argumento se basaron libremente en una serie de novelas policiales de Marek Krajewski, quien a menudo incorpora la escena del crimen de Breslavia antes de la guerra en sus obras.

## Sinopsis
Ambientada en la ciudad de Breslavia, la detective Helena Rus encuentra un cadáver cosido en piel de vaca. Los asesinatos continúan durante los próximos cinco días y cada víctima es asesinada exactamente a las 18:00. La policía polaca junto con Helena Rus intentan encontrar y capturar al asesino en serie antes de que vuelva a atacar.

## Reparto
- Małgorzata Kożuchowska como Helena Ruś
- Daria Widawska como Magda Drewniak / Iwona Bogacka
- Tomasz Oświeciński como Jarek "Bronson"
- Katarzyna Bujakiewicz como Nastka, la esposa de Bronson
- Andrzej Grabowski como Fiscal
- Iwona Bielska como Patomorfóloga